# Roger Matthews (Leichtathlet)
Roger Matthews (Roger William Matthews; * 2. September 1942) ist ein ehemaliger britischer Langstreckenläufer.
1970 wurde er für England startend bei den British Commonwealth Games in Edinburgh Vierter über 10.000 m.

## Persönliche Bestzeiten
- 5000 m: 13:47,8 min, 31. Mai 1971, Leicester
- 10.000 m: 28:21,4 min, 18. Juli 1970, Edinburgh